# جائزة النمسا الكبرى

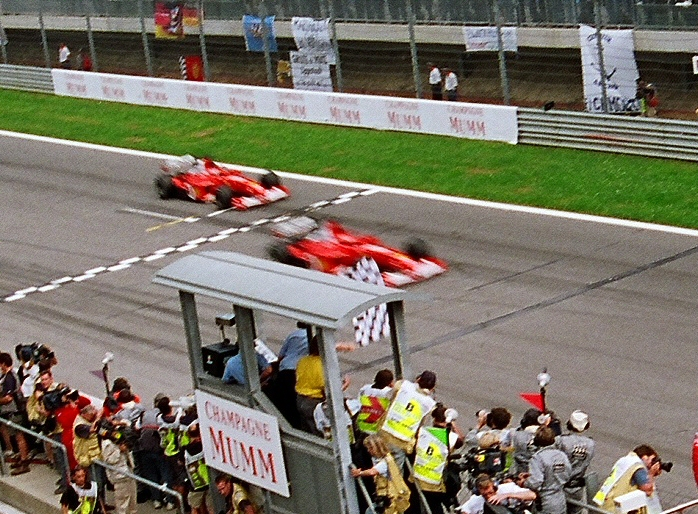
The controversial Ferrari 1–2 crossing the finish line in 2002.

جائزة النمسا الكبرى ( (بالألمانية: Großer Preis von Österreich)‏ ) هو سباق سيارات معتمد من الاتحاد الدولي للسيارات والذي أقيم في 1964 و 1970-1987 و 1997-2003. ثم عادت الجائزة الكبرى إلى تقويم الفورمولا ون في عام 2014 .

## الأسماء الرسمية
- 1963 ، 1998: Großer Preis von Österreich (بدون راعي رسمي) [1]
- 1964 ، 1986-1987 ، 1997 ، 1999 ، 2014-2017: Grosser Preis von Österreich (بدون راعي رسمي) [2] [3] [4] [5] [6] [7] [8] [9] [10]
- 1970-1972: الجائزة الكبرى فون أوستريتش (لا يوجد راعي رسمي) [11] [12]
- 1973: جائزة ممفيس الكبرى فون أوستريتش [13]
- 1974-1975: جائزة ممفيس الكبرى [14] [15]
- 1976: جائزة رايفايزن الكبرى / Großer Preis von Österreich [16]
- 1977: الجائزة الكبرى لغروبيل موبيل / غروسر بريس فون أوستريتش [17]
- 1978-1979: الجائزة الكبرى (لا يوجد راعي رسمي) [18] [19]
- 1980-1981: الجائزة الكبرى / Großer Preis von Österreich (بدون راعي رسمي) [20] [21]
- 1982-1983: الجائزة الكبرى / الجائزة الكبرى للعطلات (بدون راعي رسمي) [22] [23]
- 1984-1985: Grosser Preis von Österreich / Holiday Grand Prix (بدون راعي رسمي) [24] [25]
- 2000-2002: Grosser A1 Preis von Österreich [26]
- 2003: الجائزة الكبرى A1 في فون أوستريتش [27]
- 2018: Eyetime Grosser Preis von Österreich [28] [29]
- 2019: myWorld Grosser Preis von Österreich [30]
- 2020: Rolex Grosser Preis von Österreich [31]

## السجلات
- السائقين
  - معظم الانتصارات - Alain Prost ، 3
  - معظم المنصات - ديفيد كولتارد ، 5
  - معظم النقاط - لويس هاميلتون ، 73
  - معظم الأقطاب - René Arnoux وNelson Piquet وNiki Lauda ، 3 (تعادل)
  - جائزة معظم جراند - جاك لافيت ، 12
  - سجل وقت السباق - Valtteri Bottas ، 2017 (1: 21: 48.523)
  - أسرع لفة - كيمي رايكونن ، 2018 (1: 06.957)
  - سجل الوقت التأهيلي - Charles Leclerc ، 2019 (1: 03.003)
- فرق
  - معظم الانتصارات - مكلارين وفيراري ، 6 (تعادل)
  - معظم المنصات - فيراري ، 23
  - معظم النقاط - فيراري ، 213.5
  - معظم القطبين - فيراري ، 8
  - جائزة معظم جراند - فيراري وماكلارين ، 26 (تعادل)